# Karlivka
Karlivka (in ucraino Карлівка? in russo Карловка?, Karlovka) è una città dell'Ucraina (14 045 abitanti) situata nel distretto di Poltava, nell'oblast' di Poltava. Ospita l'amministrazione della comunità territoriale di Karlivka, una delle comunità territoriali dell'Ucraina.
Fino al 18 luglio 2020 Karlivka è stata il centro amministrativo del distretto di Karlivka, abolito come parte della riforma amministrativa dell'Ucraina, che ha ridotto a quattro il numero dei distretti dell'oblast' di Poltava. L'area del distretto di Karlika è stata trasferita al Distretto di Poltava.
La città è stata fondata nel 1771.